# Norwegian International 2017
Die Norwegian International 2017 im Badminton fanden vom 16. bis zum 19. November 2017 in Sandefjord statt.

## Sieger und Platzierte
| Disziplin    | Gold                          | Silber                           | Bronze                                      |
| ------------ | ----------------------------- | -------------------------------- | ------------------------------------------- |
| Herreneinzel | Hermansah                     | David Kim                        | Michał Rogalski                             |
| Herreneinzel | Hermansah                     | David Kim                        | Victor Svendsen                             |
| Dameneinzel  | Saili Rane                    | Kristin Kuuba                    | Clara Azurmendi                             |
| Dameneinzel  | Saili Rane                    | Kristin Kuuba                    | Sara Peñalver Pereira                       |
| Herrendoppel | Joel Eipe Philip Seerup       | Matthew Clare David King         | Dinuka Karunaratne Niluka Karunaratne       |
| Herrendoppel | Joel Eipe Philip Seerup       | Matthew Clare David King         | Steve Olesen Mathias Weber Estrup           |
| Damendoppel  | Alexandra Bøje Sara Lundgaard | Isabella Nielsen Claudia Paredes | Moa Sjöö Tilda Sjöö                         |
| Damendoppel  | Alexandra Bøje Sara Lundgaard | Isabella Nielsen Claudia Paredes | Anne Katrine Hansen Marie Louise Steffensen |
| Mixed        | Gregory Mairs Jenny Moore     | Lasse Mølhede Alexandra Bøje     | Kristoffer Knudsen Isabella Nielsen         |
| Mixed        | Gregory Mairs Jenny Moore     | Lasse Mølhede Alexandra Bøje     | Fredrik Kristensen Solvår Flåten Jørgensen  |